# (9749) Van den Eijnde
(9749) Van den Eijnde (1989 GC1) – planetoida z pasa głównego asteroid okrążająca Słońce w ciągu 3,83 lat w średniej odległości 2,45 j.a. Odkryta 3 kwietnia 1989 roku.